# Nothrus borussicus
Nothrus borussicus är en kvalsterart som beskrevs av Sellnick 1928. Nothrus borussicus ingår i släktet Nothrus och familjen Nothridae. Arten är reproducerande i Sverige.

## Underarter
Arten delas in i följande underarter:
- N. b. borussicus
- N. b. neonominatus